# Engoulevent trifide
Hydropsalis climacocerca
Espèce
Synonymes
- Caprimulgus climacocercus Tschudi, 1844
(protonyme)

Statut de conservation UICN

 LC  : Préoccupation mineure
L'Engoulevent trifide (Hydropsalis climacocerca) est une espèce d'oiseaux de la famille des Caprimulgidae.

## Répartition

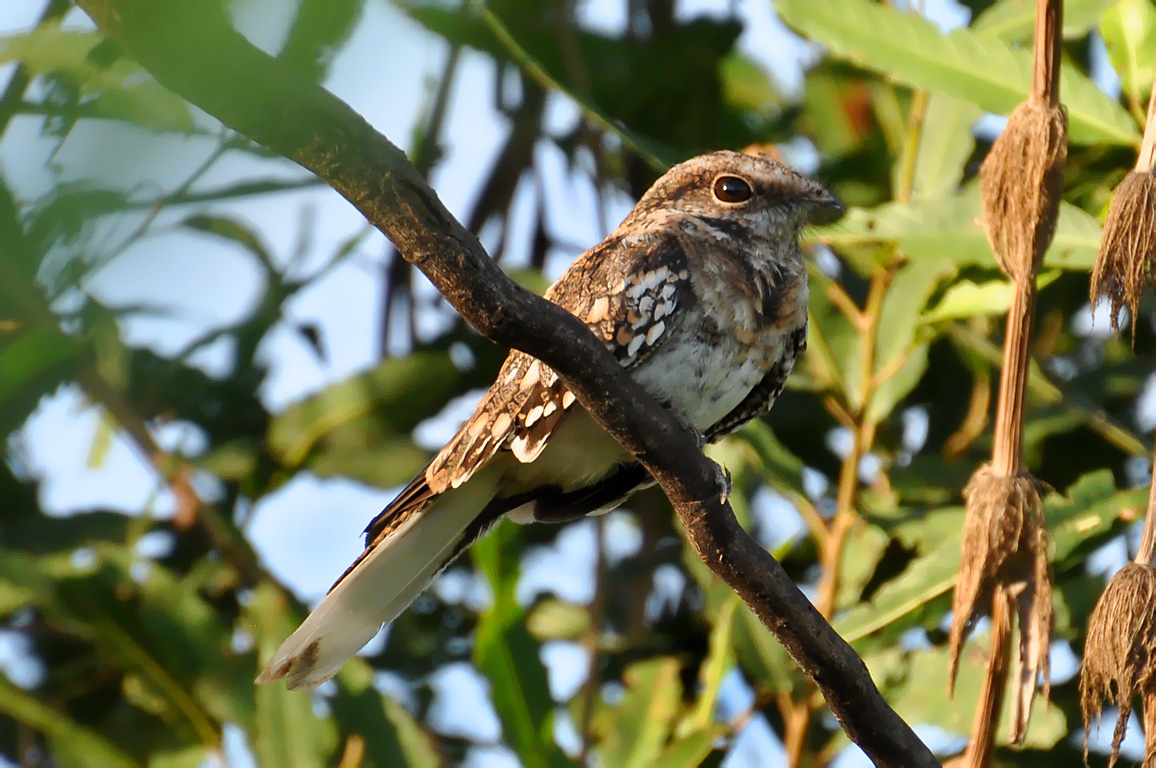
Une femelle.

Cet oiseau vit en Amazonie.